# Cerochroa
Cerochroa is een geslacht van kevers uit de familie bladkevers (Chrysomelidae).
De wetenschappelijke naam van het geslacht werd in 1855 gepubliceerd door Gerstaecker.

## Soorten
- Cerochroa cincta Laboissiere, 1920
- Cerochroa femoralis Laboissiere, 1940
- Cerochroa ferruginea Laboissiere, 1920
- Cerochroa fulva Laboissiere, 1921
- Cerochroa inconspicua Jacoby, 1894
- Cerochroa maculicollis Baly, 1864
- Cerochroa nigricollis Laboissiere, 1920
- Cerochroa nigrilabris Laboissiere, 1922
- Cerochroa nigripennis Laboissiere, 1920
- Cerochroa ruficeps Gerstacker, 1855